# Circé
Il Circé è stato un sommergibile appartenente alla Marine nationale, prima ed eponima unità della stessa classe. Conobbe un servizio regolare fino all'estate 1940, quando ebbe ordine di rimanere fermo a Biserta in conseguenza della disfatta francese. Fu catturato dagli italo-tedeschi nel dicembre 1942 e passò alla Regia Marina, che però non fu capace di riutilizzarlo: gli italiani lo fecero affondare il 6 maggio 1943 in porto prima di ritirarsi dalla città.

## Caratteristiche tecniche
Il Circé era lungo 62,50 metri e poteva operare fino a una profondità di 80 metri. In emersione aveva un dislocamento a pieno carico di 625/561 tonnellate ed era spinto da due motori Diesel Schneider et Cie che sviluppavano 1 250 shp e garantivano un'autonomia di 3 500 miglia a 7,5 nodi (6 482 chilometri a 14,25 km/h). In immersione la spinta era invece fornita da due 2 motori elettrici (1 000 shp) con una molto più modesta autonomia di 75 miglia a 5 nodi (1 389 chilometri a 9,5 km/h). L'armamento era articolato su sette tubi lanciasiluri da 550 mm, un cannone da 75 mm antiaereo/antinave e due mitragliatrici da 8 mm. L'equipaggio era di 41 uomini.

## Servizio operativo
Il sommergibile Circé fu ordinato nel programma navale della Marine nationale del 1922, inizialmente con il denominativo "Q125". La sua chiglia fu impostata nel cantiere navale Forges et Chantiers de la Gironde, su commessa della Schneider et Cie, il 15 gennaio 1924 e il varo avvenne il 29 ottobre 1925; fu completato il 29 gennaio 1927.
Entrò in servizio attivo nel giugno 1929, scandito da allora da crociere e addestramenti; in un momento imprecisato della parte iniziale della sua carriera subì una leggera modifica: le due armi automatiche da 8 mm furono sostituite da due mitragliatrici pesanti Hotchkiss Mle 1929 da 13,2 mm, installate su un doppio affusto. Nel settembre 1939, allo scoppio della seconda guerra mondiale in Europa, il Circé fu incaricato di condurre pattugliamenti nel mar Mediterraneo dalla base di Biserta, collaborando inoltre con la Royal Navy. Il 22 giugno 1940 la Francia siglò l'armistizio con la trionfante Germania nazista e due giorni dopo anche con l'Italia fascista. Nei termini della resa il Circé, che si trovava agli ormeggi nel porto tunisino con svariati altri sommergibili, dovette rimanere fermo in porto e fu posto in disarmo nel dicembre dello stesso anno. Nel novembre-dicembre 1942 l'Asse occupò il protettorato tunisino e i tedeschi si appropriarono del Circé e di altri battelli, che cedettero l'8 dicembre agli alleati italiani. La Regia Marina ridenominò il Circé come FR 117 con l'intenzione di rimetterlo in efficienza, ma in realtà questo piano rimase sulla carta; infatti, per mancanza di mezzi o tempo di spostarlo, il battello rimase inutilizzato a Biserta e il 6 maggio 1943, prima di abbandonare la città alle truppe anglo-statunitensi, gli italiani lo mandarono a fondo.
Dopo la conclusione della campagna di Tunisia gli Alleati riportarono a galla il sommergibile, ma rinunciarono a raddobbarlo. Terminata la seconda guerra mondiale, il malandato Circé fu restituito alla Francia che, tuttavia, non ne fece uso e lo radiò d'ufficio il 18 agosto 1947.